# PEC Zwolle '82 in het seizoen 1983/84
Het seizoen 1983/1984 was het 73e jaar in het bestaan van de Zwolse voetbalclub PEC Zwolle '82. De club kwam uit in de Eredivisie. Ook werd deelgenomen aan het toernooi om de KNVB beker.

## Wedstrijdstatistieken

### Eredivisie
| 1e speelronde | PEC Zwolle '82 | 3 - 0 (3 - 0) | FC Haarlem                                                                                                  | Opstelling PEC Zwolle '82: |
| 20 augustus 1983 Plaats: Zwolle Oosterenkstadion Toeschouwers: 9.000 Scheidsrechter: Chris van der Laar             | Alex Kamstra 30' Alex Kamstra 38' Henry Pelleboer 44'                                                                      |               | | |
| 2e speelronde | FC Groningen | 1 - 1 (0 - 0) | PEC Zwolle '82                                                                                              | Opstelling PEC Zwolle '82: |
| 24 augustus 1983 Plaats: Groningen Stadion Oosterpark Toeschouwers: 15.800 Scheidsrechter: Jan Keizer               | Adri van Tiggelen 80' |               | 54' Peter van der Hengst                                                                                    | Schrijvers, Drost, Weggelaar, Kamstra, IJzerman, Van der Hengst (84' Mulder), Rep, Visscher, Booy (61' Van Moorst), Van Kooten, Pelleboer |
| 3e speelronde | Ajax | 4 - 2 (1 - 0) | PEC Zwolle '82                                                                                              | Opstelling PEC Zwolle '82: |
| 28 augustus 1983 Plaats: Amsterdam Stadion De Meer Toeschouwers: 14.000 Scheidsrechter: Piet Bosman                 | Peter Boeve 9' Marco van Basten 48' Dick Schoenaker 75' Gerald Vanenburg 82'                                               |               | 49' Peter van der Hengst 87' Gerrit Visscher                                                                | Rep, Drost |
| 4e speelronde | PEC Zwolle '82 | 1 - 1 (0 - 0) | Go Ahead Eagles                                                                                             | Opstelling PEC Zwolle '82: |
| 31 augustus 1983 Plaats: Zwolle Oosterenkstadion Toeschouwers: 10.000 Scheidsrechter: Bep Thomas                    | Cees van Kooten 70' | IJsselderby   | 77' Eddy Bosman                                                                                             | |
| 5e speelronde | AZ '67 | 1 - 2 (0 - 0) | PEC Zwolle '82                                                                                              | Opstelling PEC Zwolle '82: |
| 4 september 1983 Plaats: Alkmaar Alkmaarderhout Toeschouwers: 3.500 Scheidsrechter: Gerard Geurds                   | Roelf-Jan Tiktak 90' |               | 56' Rini van Roon 63' Rini van Roon                                                                         | |
| 6e speelronde | PEC Zwolle '82 | 1 - 3 (1 - 0) | PSV | Opstelling PEC Zwolle '82: |
| 10 september 1983 Plaats: Zwolle Oosterenkstadion Toeschouwers: 12.000 Scheidsrechter: Piet Bosman                  | Jan Weggelaar 32' |               | 47' Willy van de Kerkhof 53' Jurrie Koolhof 70' Hallvar Thoresen                                            | |
| 7e speelronde | Roda JC | 7 - 3 (2 - 1) | PEC Zwolle '82                                                                                              | Opstelling PEC Zwolle '82: |
| 18 september 1983 Plaats: Kerkrade Gemeentelijk Sportpark Kaalheide Toeschouwers: 6.500 Scheidsrechter: Cees Bakker | John Eriksen 5' John Eriksen 24' John Eriksen 49' Martin van Geel 63' René Hofman 73' John Eriksen 74' Martin van Geel 79' |               | 11' (pen) Rini van Roon 60' Rini van Roon 86' Gerrit Visscher                                               | Rep, Drost |
| 8e speelronde | PEC Zwolle '82 | 2 - 0 (1 - 0) | Excelsior                                                                                                   | Opstelling PEC Zwolle '82: |
| 24 september 1983 Plaats: Zwolle Oosterenkstadion Toeschouwers: 7.000 Scheidsrechter: Bouke Draaisma                | Rini van Roon 26' Rini van Roon 60'                                                                                        |               | | |
| 9e speelronde | Sparta | 2 - 2 (2 - 0) | PEC Zwolle '82                                                                                              | Opstelling PEC Zwolle '82: |
| 2 oktober 1983 Plaats: Rotterdam Spartastadion Het Kasteel Toeschouwers: 6.000 Scheidsrechter: Egbert Mulder        | Danny Blind 20' John de Wolf 27'                                                                                           |               | 50' Rini van Roon 74' Cees van Kooten                                                                       | Van Moorst |
| 10e speelronde | PEC Zwolle '82 | 3 - 2 (3 - 1) | DS '79 | Opstelling PEC Zwolle '82: |
| 15 oktober 1983 Plaats: Zwolle Oosterenkstadion Toeschouwers: 7.000 Scheidsrechter: Arie de Munnik                  | Alex Booy 21' Rini van Roon 30' Rini van Roon 32'                                                                          |               | 45' Peter Matena 65' Jacques den Bakker                                                                     | Rep |
| 11e speelronde | FC Utrecht | 6 - 2 (3 - 1) | PEC Zwolle '82                                                                                              | Opstelling PEC Zwolle '82: |
| 23 oktober 1983 Plaats: Utrecht Stadion Galgenwaard Toeschouwers: 9.000 Scheidsrechter: Jan Hobé                    | Frans Adelaar 6' Leo van Veen 18' Gert Kruys 30' Jan van den Akker (pen) 53' Alex Kamstra (e.d.) 61' Ben Rietveld 76'      |               | 3' Cees van Kooten 90' Alex Booy                                                                            | Weggelaar, Van Moorst |
| 12e speelronde | PEC Zwolle '82 | 3 - 1 (1 - 0) | Willem II                                                                                                   | Opstelling PEC Zwolle '82: |
| 29 oktober 1983 Plaats: Zwolle Oosterenkstadion Toeschouwers: 6.000 Scheidsrechter: Chris Verhoef                   | Gerrit Visscher 27' Cees van Kooten 66' Rini van Roon 90'                                                                  |               | 63' Wanny van Gils                                                                                          | Kamstra |
| 13e speelronde | PEC Zwolle '82 | 1 - 1 (1 - 1) | FC Den Bosch '67                                                                                            | Opstelling PEC Zwolle '82: |
| 5 november 1983 Plaats: Zwolle Oosterenkstadion Toeschouwers: 6.000 Scheidsrechter: Piet Bakker                     | Henry Pelleboer 25' |               | 20' (pen.) Theo de Jong                                                                                     | |
| 14e speelronde | FC Volendam | 0 - 2 (0 - 2) | PEC Zwolle '82                                                                                              | Opstelling PEC Zwolle '82: |
| 20 november 1983 Plaats: Volendam Veronicastadion Toeschouwers: 4.000 Scheidsrechter: Jan Manuel                    | |               | 21' Rini van Roon 31' Rini van Roon                                                                         | |
| 15e speelronde | PEC Zwolle '82 | 2 - 1 (1 - 0) | Helmond Sport                                                                                               | Opstelling PEC Zwolle '82: |
| 26 november 1983 Plaats: Zwolle Oosterenkstadion Toeschouwers: 6.500 Scheidsrechter: Jan Keizer                     | Gerrit Visscher 17' Gerard van Moorst 90'                                                                                  |               | 83' Peter Corbijn                                                                                           | |
| 16e speelronde | Fortuna Sittard | 1 - 1 (0 - 0) | PEC Zwolle '82                                                                                              | Opstelling PEC Zwolle '82: |
| 4 december 1983 Plaats: Sittard De Baandert Toeschouwers: 7.700 Scheidsrechter: Bouke Draaisma                      | Wim Koevermans 51' |               | 78' Alex Kamstra                                                                                            | |
| 17e speelronde | PEC Zwolle '82 | 2 - 2 (2 - 0) | Feyenoord                                                                                                   | Opstelling PEC Zwolle '82: |
| 10 december 1983 Plaats: Zwolle Oosterenkstadion Toeschouwers: 15.000 Scheidsrechter: Ignace van Swieten            | Gerard van Moorst 6' Ruud Gullit (e.d.) 30'                                                                                |               | 69' Peter Houtman 89' André Stafleu                                                                         | |
| 18e speelronde | FC Haarlem | 2 - 1 (0 - 0) | PEC Zwolle '82                                                                                              | Opstelling PEC Zwolle '82: |
| 15 januari 1984 Plaats: Haarlem Haarlemstadion Toeschouwers: 4.000 Scheidsrechter: Gerard de Schepper               | Wim Balm (pen) 53' Gerrie Kleton 72'                                                                                       |               | 63' Rini van Roon                                                                                           | Van Roon Rep |
| 19e speelronde | PEC Zwolle '82 | 0 - 2 (0 - 1) | FC Groningen                                                                                                | Opstelling PEC Zwolle '82: |
| 21 januari 1984 Plaats: Zwolle Oosterenkstadion Toeschouwers: 11.000 Scheidsrechter: John Blankenstein              | |               | 11' Erwin Koeman 79' (pen) Harry Schellekens                                                                | Schrijvers, Van Kooten, Veldwijk, Kamstra, IJzerman, Booy (45' Van Moorst), Fühler (59' Willems), Visscher, Mulder, Pelleboer             |
| 20e speelronde | Go Ahead Eagles | 2 - 0 (0 - 0) | PEC Zwolle '82                                                                                              | Opstelling PEC Zwolle '82: |
| 4 februari 1984 Plaats: Deventer De Adelaarshorst Toeschouwers: 8.000 Scheidsrechter: Jan Hobé                      | Wim Woudsma 56' Eddy Bosman 85'                                                                                            | IJsselderby   | | Kamstra |
| 21e speelronde | PEC Zwolle '82 | 2 - 1 (1 - 0) | AZ '67 | Opstelling PEC Zwolle '82: |
| 11 februari 1984 Plaats: Zwolle Oosterenkstadion Toeschouwers: 5.000 Scheidsrechter: Chris Verhoef                  | Johnny Rep 8' Chris Riemens 61'                                                                                            |               | 82' Martin Haar                                                                                             | |
| 22e speelronde | PSV | 4 - 2 (0 - 0) | PEC Zwolle '82                                                                                              | Opstelling PEC Zwolle '82: |
| 18 februari 1984 Plaats: Eindhoven Philips Stadion Toeschouwers: 14.500 Scheidsrechter: Jan Severein                | Erik-Jan van den Boogaard 46' Erik-Jan van den Boogaard 54' Erik-Jan van den Boogaard 59' Jurrie Koolhof 72'               |               | 57' Johnny Rep 87' (pen) Johnny Rep                                                                         | |
| 23e speelronde | PEC Zwolle '82 | 1 - 2 (0 - 0) | Roda JC | Opstelling PEC Zwolle '82: |
| 25 februari 1984 Plaats: Zwolle Oosterenkstadion Toeschouwers: 3.000 Scheidsrechter: George Oetelmans               | Ron Willems 61' |               | 74' Martin van Geel 80' John Eriksen                                                                        | |
| 24e speelronde | PEC Zwolle '82 | 1 - 1 (0 - 1) | Ajax | Opstelling PEC Zwolle '82: |
| 10 maart 1984 Plaats: Zwolle Oosterenkstadion Toeschouwers: 13.500 Scheidsrechter: Bouke Draaisma                   | Henry Pelleboer 50' |               | 25' John Bosman                                                                                             | IJzerman |
| 25e speelronde | Excelsior | 4 - 1 (3 - 0) | PEC Zwolle '82                                                                                              | Opstelling PEC Zwolle '82: |
| 18 maart 1984 Plaats: Rotterdam Stadion Woudestein Toeschouwers: 2.500 Scheidsrechter: Chris van der Laar           | Henk van Goozen 15' Henk van Goozen 17' Michel Beukers 26' Michel Beukers 65'                                              |               | 78' Rini van Roon                                                                                           | Mulder |
| 26e speelronde | PEC Zwolle '82 | 1 - 1 (1 - 1) | Sparta | Opstelling PEC Zwolle '82: |
| 24 maart 1984 Plaats: Zwolle Oosterenkstadion Toeschouwers: 4.000 Scheidsrechter: Jan Dolstra                       | Chris Riemens 28' |               | 32' Ronald Lengkeek                                                                                         | Van Roon |
| 27e speelronde | DS '79 | 4 - 1 (0 - 1) | PEC Zwolle '82                                                                                              | Opstelling PEC Zwolle '82: |
| 1 april 1984 Plaats: Dordrecht Stadion Krommedijk Toeschouwers: 2.500 Scheidsrechter: Gerard Geurds                 | Dennis van der Gijp 48' Dennis van der Gijp 76' Bert Bartelings 88' Edwin Gorter 90'                                       |               | 22' Johnny Rep                                                                                              | |
| 28e speelronde | PEC Zwolle '82 | 1 - 2 (1 - 2) | FC Utrecht                                                                                                  | Opstelling PEC Zwolle '82: |
| 7 april 1984 Plaats: Zwolle Oosterenkstadion Toeschouwers: 4.000 Scheidsrechter: Martin Bannet                      | Johnny Rep 10' |               | 20' Gert Kruys 29' Harry van den Ham                                                                        | IJzerman |
| 29e speelronde | Willem II | 1 - 2 (0 - 0) | PEC Zwolle '82                                                                                              | Opstelling PEC Zwolle '82: |
| 14 april 1984 Plaats: Tilburg Gemeentelijk Sportpark Toeschouwers: 3.500 Scheidsrechter: Jan Keizer                 | Chris van den Dungen (pen) 71'                                                                                             |               | 62' Grads Fühler 64' Rini van Roon                                                                          | |
| 30e speelronde | FC Den Bosch '67 | 3 - 1 (2 - 1) | PEC Zwolle '82                                                                                              | Opstelling PEC Zwolle '82: |
| 21 april 1984 Plaats: 's-Hertogenbosch Stadion De Vliert Toeschouwers: 5.500 Scheidsrechter: Bouke Draaisma         | Roger Schouwenaar 25' Roger Schouwenaar 36' Hans Groenendijk 87'                                                           |               | 24' Alex Booy                                                                                               | |
| 31e speelronde | PEC Zwolle '82 | 1 - 1 (0 - 1) | FC Volendam                                                                                                 | Opstelling PEC Zwolle '82: |
| 23 april 1984 Plaats: Zwolle Oosterenkstadion Toeschouwers: 4.000 Scheidsrechter: Gerard Geurds                     | Rini van Roon 65' |               | 2' Nico Runderkamp                                                                                          | |
| 32e speelronde | Helmond Sport | 2 - 6 (0 - 2) | PEC Zwolle '82                                                                                              | Opstelling PEC Zwolle '82: |
| 28 april 1984 Plaats: Helmond Stadion De Braak Toeschouwers: 2.500 Scheidsrechter: Jaap van der Niet                | Harry Lubse 65' Nico van Breemen 68'                                                                                       |               | 1' Jan Mulder 40' Gerard van Moorst 54' Rini van Roon 63' Rini van Roon 69' Rini van Roon 89' Rini van Roon | |
| 33e speelronde | PEC Zwolle '82 | 1 - 3 (1 - 2) | Fortuna Sittard                                                                                             | Opstelling PEC Zwolle '82: |
| 5 mei 1984 Plaats: Zwolle Oosterenkstadion Toeschouwers: 2.500 Scheidsrechter: Chris Verhoef                        | Gerard van Moorst 19' |               | 14' Rob Philippen 36' (pen) Arthur Hoyer 90' Theo van Well                                                  | |
| 34e speelronde | Feyenoord | 2 - 1 (1 - 1) | PEC Zwolle '82                                                                                              | Opstelling PEC Zwolle '82: |
| 13 mei 1984 Plaats: Rotterdam Stadion Feijenoord Toeschouwers: 32.263 Scheidsrechter: Jan Severein                  | Johan Cruijff 13' Peter Houtman 76'                                                                                        |               | 4' Alex Booy                                                                                                | Riemens |

### KNVB Beker
| 1e ronde                                                                                                  | Longa                          | 1 - 4 (1 - 1) | PEC Zwolle '82                                                      | Opstelling PEC Zwolle '82:                                                                          |
| 9 oktober 1983 Plaats: Tilburg Sportpark TSV LONGA Toeschouwers: 2.700 Scheidsrechter: Henk Roelofsen     | Peter van Hal 40'              |               | 21' Rini van Roon 47' Gerrit Visscher 59' Johnny Rep 68' Johnny Rep | |
| 2e ronde                                                                                                  | Blerick                        | 2 - 1 (1 - 0) | PEC Zwolle '82                                                      | Opstelling PEC Zwolle '82:                                                                          |
| 13 november 1983 Plaats: Blerick Sportpark ’t Saorbrook Toeschouwers: 3.200 Scheidsrechter: Wil de Vrieze | Hans Mewiss 5' Leo Cordang 85' |               | 53' Cees van Kooten                                                 | Abma, Weggelaar, Fühler, Van Moorst, IJzerman, Booy, Visscher, Rep, Van Roon, Van Kooten, Pelleboer |

## Selectie en technische staf

### Selectie 1983/84
| Nr. |                    | Naam                 | Competitie | Competitie | Beker   | Beker   | Totaal  | Totaal  | Seizoen | Vorige club      | Debuut            |         |         |         |         |         |         |
| Nr. | W                  | Naam                 |            | W          |         | W       |         |         | Seizoen | Vorige club      | Debuut            |         |         |         |         |         |         |
|     |                    | Keepers              | Keepers    | Keepers    | Keepers | Keepers | Keepers | Keepers | Keepers | Keepers          | Keepers           | Keepers | Keepers | Keepers | Keepers | Keepers | Keepers |
| --- | ------------------ | -------------------- | ---------- | ---------- | ------- | ------- | ------- | ------- | ------- | ---------------- | ----------------- | ------- | ------- | ------- | ------- | ------- | ------- |
| -   | Vlag van Nederland | Gert Abma            | 0          | 0          | 1       | 0       | 1       | 0       | 1e      | Jeugd            | –                 |         |         |         |         |         |         |
| -   | Vlag van Nederland | Jan de Boer          | 1          | 0          | 0       | 0       | 1       | 0       | 1e      | sc Heerenveen    | 13 mei 1983       |         |         |         |         |         |         |
| -   | Vlag van Nederland | Arnoud van der Eijk  | 0          | 0          | 0       | 0       | 0       | 0       | 1e      | Jeugd            | –                 |         |         |         |         |         |         |
| -   | Vlag van Nederland | Ad Raven             | 0          | 0          | 0       | 0       | 0       | 0       | 5e      | FC Amsterdam     | 5 april 1980      |         |         |         |         |         |         |
| -   | Vlag van Nederland | Piet Schrijvers      | 34         | 0          | 0       | 0       | 34      | 0       | 1e      | Ajax             | 20 augustus 1983  |         |         |         |         |         |         |
|     |                    | Verdedigers          |            |            |         |         |         |         |         |                  |                   |         |         |         |         |         |         |
| -   | Vlag van Nederland | Klaas Drost          | 9          | 0          | 0       | 0       | 9       | 0       | 13e     | Jeugd            | 1970              |         |         |         |         |         |         |
| -   | Vlag van Nederland | Grads Fühler         | 24         | 1          | 0       | 0       | 24      | 1       | 4e      | Jeugd            | 29 november 1980  |         |         |         |         |         |         |
| -   | Vlag van Nederland | René IJzerman        | 31         | 0          | 0       | 0       | 31      | 0       | 12e     | Jeugd            | 1972              |         |         |         |         |         |         |
| -   | Vlag van Nederland | Alex Kamstra         | 28         | 3          | 0       | 0       | 28      | 3       | 3e      | Jeugd            | 15 augustus 1981  |         |         |         |         |         |         |
| -   | Vlag van Nederland | Henry Pelleboer      | 24         | 3          | 0       | 0       | 24      | 3       | 3e      | IJVV             | 13 februari 1982  |         |         |         |         |         |         |
| -   | Vlag van Nederland | Frank Veldwijk       | 13         | 0          | 0       | 0       | 13      | 0       | 1e      | Niet bekend      | 20 november 1983  |         |         |         |         |         |         |
| -   | Vlag van Nederland | Jan Weggelaar        | 20         | 1          | 0       | 0       | 20      | 1       | 2e      | Ajax             | 21 augustus 1982  |         |         |         |         |         |         |
|     |                    | Middenvelders        |            |            |         |         |         |         |         |                  |                   |         |         |         |         |         |         |
| -   | Vlag van Nederland | Alex Booy            | 34         | 4          | 0       | 0       | 34      | 4       | 5e      | Hattem           | 20 februari 1980  |         |         |         |         |         |         |
| -   | Vlag van Nederland | Jan Groeneweg        | 4          | 0          | 0       | 0       | 4       | 0       | 1e      | Go Ahead Eagles  | 23 oktober 1983   |         |         |         |         |         |         |
| -   | Vlag van Nederland | Gerard van Moorst    | 27         | 4          | 0       | 0       | 27      | 4       | 6e      | Niet bekend      | 1978              |         |         |         |         |         |         |
| -   | Vlag van Nederland | Erik Nijboer         | 0          | 0          | 0       | 0       | 0       | 0       | 2e      | Niet bekend      | 2 oktober 1982    |         |         |         |         |         |         |
| -   | Vlag van Nederland | Gerrit Visscher      | 30         | 4          | 0       | 1       | 30      | 5       | 4e      | ESC              | 20 september 1980 |         |         |         |         |         |         |
|     |                    | Aanvallers           |            |            |         |         |         |         |         |                  |                   |         |         |         |         |         |         |
| -   | Vlag van Nederland | Gert van den Brink   | 5          | 0          | 0       | 0       | 5       | 0       | 2e      | Jeugd            | 26 maart 1983     |         |         |         |         |         |         |
| -   | Vlag van Nederland | Peter van der Hengst | 4          | 2          | 0       | 0       | 4       | 2       | 5e      | Ajax             | 3 november 1979   |         |         |         |         |         |         |
| -   | Vlag van Nederland | Cees van Kooten      | 30         | 4          | 0       | 1       | 30      | 5       | 2e      | Go Ahead Eagles  | 16 januari 1983   |         |         |         |         |         |         |
| -   | Vlag van Nederland | Jan Mulder           | 2          | 1          | 0       | 0       | 2       | 1       | 1e      | DOS Kampen       | 7 april 1983      |         |         |         |         |         |         |
| -   | Vlag van Nederland | Johnny Rep           | 31         | 5          | 0       | 2       | 31      | 7       | 1e      | AS Saint-Étienne | 20 augustus 1983  |         |         |         |         |         |         |
| -   | Vlag van Nederland | Chris Riemens        | 12         | 2          | 0       | 0       | 12      | 2       | 4e      | Roda JC          | 24 augustus 1980  |         |         |         |         |         |         |
| -   | Vlag van Nederland | Rini van Roon        | 26         | 20         | 0       | 1       | 26      | 21      | 2e      | Ajax             | 21 augustus 1982  |         |         |         |         |         |         |
| -   | Vlag van Nederland | Ron Willems          | 14         | 1          | 0       | 0       | 14      | 1       | 1e      | Jeugd            | 21 januari 1984   |         |         |         |         |         |         |
| Nr. |                    | Naam                 | W          |            | W       |         | W       |         | Seizoen | Vorige club      | Debuut            |         |         |         |         |         |         |
| Nr. | Competitie         | Competitie           | Beker      | Beker      | Totaal  | Totaal  |         |         | Seizoen | Vorige club      | Debuut            |         |         |         |         |         |         |

### Technische staf
| Naam     | Functie      |
| -------- | ------------ |
| Cor Brom | Hoofdtrainer |

## Statistieken PEC Zwolle 1983/1984

### Eindstand PEC Zwolle in de Nederlandse Eredivisie 1983 / 1984
| Stand | Gespeeld | Gewonnen | Gelijk | Verloren | Punten | Doelpunten voor | Doelpunten tegen | Gele kaarten | Rode kaarten |
| ----- | -------- | -------- | ------ | -------- | ------ | --------------- | ---------------- | ------------ | ------------ |
| 14e   | 34       | 10       | 9      | 15       | 29     | 56              | 70               | 16           | 1            |

### Topscorers
| #              | Naam                    | Goal |
| -------------- | ----------------------- | ---- |
| 1.             | Rini van Roon           | 20   |
| 2.             | Johnny Rep              | 5    |
| 3.             | Alex Booy               | 4    |
| 3.             | Cees van Kooten         | 4    |
| 3.             | Gerard van Moorst       | 4    |
| 3.             | Gerrit Visscher         | 4    |
| 7.             | Alex Kamstra            | 3    |
| 7.             | Henry Pelleboer         | 3    |
| 9.             | Peter van der Hengst    | 2    |
| 9.             | Chris Riemens           | 2    |
| 11.            | Grads Fühler            | 1    |
| 11.            | Jan Mulder              | 1    |
| 11.            | Jan Weggelaar           | 1    |
| 11.            | Ron Willems             | 1    |
| Eigen doelpunt |                         |      |
| –              | Ruud Gullit (Feyenoord) | 1    |
| Totaal         | Totaal                  | 56   |

| #      | Naam            | Goal |
| ------ | --------------- | ---- |
| 1.     | Johnny Rep      | 2    |
| 2.     | Cees van Kooten | 1    |
| 2.     | Rini van Roon   | 1    |
| 2.     | Gerrit Visscher | 1    |
| Totaal | Totaal          | 5    |

### Punten per speelronde
| Speelronde | 1 | 2 | 3 | 4 | 5 | 6 | 7 | 8 | 9 | 10 | 11 | 12 | 13 | 14 | 15 | 16 | 17 | 18 | 19 | 20 | 21 | 22 | 23 | 24 | 25 | 26 | 27 | 28 | 29 | 30 | 31 | 32 | 33 | 34 |
| ---------- | - | - | - | - | - | - | - | - | - | -- | -- | -- | -- | -- | -- | -- | -- | -- | -- | -- | -- | -- | -- | -- | -- | -- | -- | -- | -- | -- | -- | -- | -- | -- |
| Punten     | 2 | 1 | 0 | 1 | 2 | 0 | 0 | 2 | 1 | 2  | 0  | 2  | 1  | 2  | 2  | 1  | 1  | 0  | 0  | 0  | 2  | 0  | 0  | 1  | 0  | 1  | 0  | 0  | 2  | 0  | 1  | 2  | 0  | 0  |

### Punten na speelronde
| Speelronde | 1 | 2 | 3 | 4 | 5 | 6 | 7 | 8 | 9 | 10 | 11 | 12 | 13 | 14 | 15 | 16 | 17 | 18 | 19 | 20 | 21 | 22 | 23 | 24 | 25 | 26 | 27 | 28 | 29 | 30 | 31 | 32 | 33 | 34 |
| ---------- | - | - | - | - | - | - | - | - | - | -- | -- | -- | -- | -- | -- | -- | -- | -- | -- | -- | -- | -- | -- | -- | -- | -- | -- | -- | -- | -- | -- | -- | -- | -- |
| Punten     | 2 | 3 | 3 | 4 | 6 | 6 | 6 | 8 | 9 | 11 | 11 | 13 | 14 | 16 | 18 | 19 | 20 | 20 | 20 | 20 | 22 | 22 | 22 | 23 | 23 | 24 | 24 | 24 | 26 | 26 | 27 | 29 | 29 | 29 |

### Stand na speelronde
| Speelronde | 1  | 2  | 3  | 4  | 5  | 6  | 7   | 8   | 9   | 10 | 11  | 12 | 13 | 14 | 15 | 16 | 17 | 18 | 19 | 20 | 21 | 22 | 23  | 24  | 25  | 26  | 27  | 28  | 29  | 30  | 31  | 32  | 33  | 34  |
| ---------- | -- | -- | -- | -- | -- | -- | --- | --- | --- | -- | --- | -- | -- | -- | -- | -- | -- | -- | -- | -- | -- | -- | --- | --- | --- | --- | --- | --- | --- | --- | --- | --- | --- | --- |
| Stand      | 1e | 5e | 7e | 8e | 7e | 8e | 12e | 10e | 10e | 8e | 10e | 8e | 6e | 6e | 5e | 5e | 4e | 5e | 6e | 7e | 6e | 8e | 11e | 11e | 12e | 12e | 13e | 13e | 13e | 13e | 13e | 13e | 14e | 14e |

### Doelpunten per speelronde
| Speelronde | 1 | 2 | 3 | 4 | 5 | 6 | 7 | 8 | 9 | 10 | 11 | 12 | 13 | 14 | 15 | 16 | 17 | 18 | 19 | 20 | 21 | 22 | 23 | 24 | 25 | 26 | 27 | 28 | 29 | 30 | 31 | 32 | 33 | 34 | Totaal |
| ---------- | - | - | - | - | - | - | - | - | - | -- | -- | -- | -- | -- | -- | -- | -- | -- | -- | -- | -- | -- | -- | -- | -- | -- | -- | -- | -- | -- | -- | -- | -- | -- | ------ |
| Doelpunten | 3 | 1 | 2 | 1 | 2 | 1 | 3 | 2 | 2 | 3  | 2  | 3  | 1  | 2  | 2  | 1  | 2  | 1  | 0  | 0  | 2  | 2  | 1  | 1  | 1  | 1  | 1  | 1  | 2  | 1  | 1  | 6  | 1  | 1  | 56     |